# Louis-Joseph de Montbel
Louis-Joseph, comte de Montbel (2 janvier 1772, Paris - 26 octobre 1860, Orléans), est un homme politique français.

## Biographie
Fils du Jules-Gilbert, comte de Montbel, marquis à brevet, maréchal de camp et premier maître d'hôtel de la comtesse d'Artois, il émigra et devint à la Restauration premier chambellan de Monsieur, futur Charles X. Il fut baptisé en l'église Notre Dame de Versailles en présence de son parrain le future Louis XVIII et sa marraine Marie Joséphine de Savoie. 
Élu député, le 22 août 1815, par le grand collège de l'Indre, il siégea dans la majorité ultra-royaliste. Président du collège électoral de son département et candidat agréable au gouvernement, il fut ensuite successivement élu, par le même grand collège de l'Indre, le 20 novembre 1822 et le 6 mai 1824, mais il échoua le 24 novembre 1827 et le 3 juillet 1830. 
Le comte de Montbel fut toujours partisan des mesures d'exception et vota toutes les propositions ministérielles.
Son grand-père René-François de Montbel (1716-1780), chevalier de Saint-Louis, sous gouverneur des enfants de France, maréchal de camp, a été fait comte héréditaire par descendance masculine et féminine, de Palluau en 1770 (sous le nom de Montbel).
Gendre de Louis-Zacharie de Vassan, maréchal de camp, il est le grand-père de l'ambassadeur Marie-René Roussel de Courcy.
Il est le grand-père de Marie-Luce de Montbel qui épousa en 1854 le comte Arthur de La Rochefoucauld, fils d'Alexandre-Jules, duc d'Estissac. Leurs descendants sont les Prince de La Rochefoucauld-Montbel.